# ヴィーナス (映画)
『ヴィーナス』（Venus）は、2006年公開のイギリス映画。ピーター・オトゥールは出演当時73歳だった。

## ストーリー
70代の俳優のモーリスは旧友のイアンと会い、彼の姪の娘ジェシーが彼のアパートにやって来ることを知る。モデルの道を目指すというジェシーと出会ったモーリスは彼女を様々な場所へ連れ出す。ロイヤル・コート劇場ではファンがいてモーリスの知名度に驚く。面白くないというので幕間に劇場を出てパブに行き、モーリスはパブでバカルディのおいしさを知る。モーリスは、ジェシーと会うことで自らの心が変化していくことに気付く。ロンドン・ナショナル・ギャラリーでディエゴ・ベラスケスの「鏡のヴィーナス」を見せ、コックニー丸出しの田舎娘を「私のヴィーナス」と呼び始め、触らせてくれと嘆願する。時折訪れる元妻から「あなたは人生の最後の最後までヴィーナスに狂って破滅する」となじられる。ある日、連れて行ったオックスフォード通りの店でジェシーが好きなドレスを見つけ、モーリスは持ち合わせがなくて恥をかかせたと激怒したジェシーは店から駈け出し、二度とモーリスに会いたくないという。
前立腺の手術を受けたモーリスの見舞いに来たイアンはジェシーを故郷に返すと話す。モーリスはジェシーに会うために強引に退院。しかし、ジェシーは留まることに。2人がモーリスのアパートにいると突然、ジェシーがお風呂に入りたいと言う。モーリスはバスルームの外に座り、ドア越しに話を始める。ジェシーは妊娠して男に冷たくされて中絶となったことを話す。モーリスは彼女を夕食に誘い、2人は翌日の午後会う約束をするが、見事にすっぽかされる。次に会った時、ジェシーはタトゥをいれたいというので、連れて行くが新しい男に合わせたタトゥだった。イアンとはジェシーをめぐって激しく喧嘩。ジェシーが家にやってくるが、散歩の間に男と寝ていた。男を殴ろうとして逆にケガをする。病院のベッドがいっぱいで家でジェシーが看病することになり、二人で海に行った時に、モーリスがこと切れる。
葬儀にはたくさんの人が集まり、交遊の深さを知る。ジェシーはそのままモーリスの家に残り、裸体画のモデルをする。

## スタッフ
- 監督：ロジャー・ミッシェル
- 製作：ケヴィン・ローダー
- 脚本：ハニフ・クレイシ
- 音楽：デヴィッド・アーノルド、コリーヌ・ベイリー・レイ
- 撮影：ハリス・ザンバーラウコス
- 衣装：ナタリー・ウォード

## キャスト
- ピーター・オトゥール：モーリス
- レスリー・フィリップス：イアン
- ヴァネッサ・レッドグレイヴ：ヴァレリー（元妻）
- リチャード・グリフィス：ドナルド
- ジョディ・ウィッテカー：ジェシー